# Mabel (cantante)
Mabel Alabama-Pearl McVey (Málaga; 19 de febrero de 1996), conocida simplemente como Mabel, es una cantante y compositora sueco-británica. Nacida en España y criada en Londres, es hija del productor musical británico Cameron McVey y de la cantante sueca Neneh Cherry. Saltó a la fama en 2017 con su sencillo «Finders Keepers», que alcanzó el puesto número ocho en la lista UK Singles Chart.

## Biografía
Mabel Alabama-Pearl McVey nació el 19 de febrero de 1996 en Alhaurín el Grande, Málaga, España. Mabel proviene de una familia de conocidos músicos internacionales. Es la hija menor del productor musical inglés Cameron McVey y la cantante sueca Neneh Cherry. A través de su madre, Mabel es nieta del influyente músico de jazz estadounidense Don Cherry y sobrina del cantante Eagle-Eye Cherry. Su hermana Tyson, su media hermana Naima y su medio hermano Marlon, integrante de la banda británica Mattafix, también son cantantes. La familia vivió en Alhaurín el Grande durante dos años antes del nacimiento de Mabel antes de trasladarse a Notting Hill, al oeste de Londres, Inglaterra, cuando ella tenía dos años.
A los cuatro años, aprendió por sí misma a leer a través de fonética y audiolibros, pero pronto desarrolló ansiedad por ser sensible a su entorno e intelectualmente avanzada para su edad. Sus padres, que estaban en contra del uso de medicamentos, alentaron a Mabel a expresarse a través de la música y un diario. Al año siguiente, aprendió piano y escribió su primera canción. Para ayudar a controlar su ansiedad, la familia se mudó a Suecia cuando ella tenía ocho años y vivió en la casa de campo natal de su madre cerca de la ciudad de Hässleholm. A los 15 años, Mabel se inscribió en la escuela de música de Estocolmo Rytmus Musikergymnasiet, donde tomó un curso de tres años en composición, producción y teoría musical.

## Carrera profesional

### 2015-2018:BedroomeIvy to Roses
Después de mudarse a Londres, Mabel lanzó su sencillo debut «Know Me Better» en julio de 2015, que llamó la atención de la DJ Annie Mac de BBC Radio 1, quien convirtió la canción en su Tune of the Week. En pocas semanas, Mabel firmó un contrato de grabación con Universal. En marzo de 2017, después de los lanzamientos de los sencillos de 2015 y 2016 «My Boy My Town» y «Thinking of You», lanzó «Finders Keepers» con el rapero británico Kojo Funds, que alcanzó el top 10 de la lista de sencillos del Reino Unido a finales 2017. En mayo de 2017, lanzó su primer EP Bedroom.
En octubre de 2017, Mabel lanzó «Begging», el sencillo principal de su mixtape debut Ivy to Roses, que se lanzó poco después. En diciembre, colaboró con Not3s en «My Lover». Tras el lanzamiento en enero de 2018 de una segunda colaboración de Not3s, «Fine Line», Mabel abrió para el cantante inglés Harry Styles durante la parte europea de la segunda etapa de una gira en apoyo de su álbum de estudio debut. Después de su gira con Styles, se embarcó en su propia gira por el Reino Unido y Europa. En junio, apareció en «Ring Ring» junto al rapero estadounidense Rich the Kid y el DJ británico Jax Jones. Más tarde ese año, después de lanzar «One Shot», coescribió «Blind», una canción para el grupo femenino británico Four of Diamonds.

### 2019-2020:High Expectations
En enero de 2019, Mabel fue nominada a Ley de avance británico en los Brit Awards de 2019. Relanzó Ivy to Roses con una nueva portada y la inclusión de todos los sencillos que se habían lanzado desde el lanzamiento de la primera edición. Con esto, Mabel también lanzó «Don't Call Me Up», que debutó en el número 11 en el UK Singles Chart. La canción alcanzó su punto máximo en el número 3, convirtiéndose en su sencillo de mayor audiencia hasta la fecha. El 7 de junio de 2019, lanzó «Mad Love», el segundo sencillo de su álbum de estudio debut, High Expectations, que se lanzó el 2 de agosto de ese año. La canción debutó en el número 18 en el Reino Unido, y luego alcanzó el número 8. Tras el lanzamiento en noviembre de 2019 de su sencillo navideño «Loneliest Time of Year», de enero a marzo de 2020 Mabel se embarcó en la gira High Expectations Tour por América del Norte, el Reino Unido y Europa.
En febrero de 2020, lanzó la canción «Boyfriend». Luego apareció en una versión de BBC Radio 1 Live Lounge de la canción de Foo Fighters «Times Like These» como parte de Live Lounge Allstars. Esto se organizó en respuesta a la pandemia de COVID-19 en curso. Más tarde ese año, en julio, Mabel colaboró con AJ Tracey en «West Ten» y lanzó una versión acústica de High Expectations. El mes siguiente, Clean Bandit lanzó «Tick Tock» con Mabel y 24kGoldn.

### 2021-presente:About Last Night...
Después de un avance de 30 segundos titulado «Allow Me to Reintroduce Myself», subido el 9 de junio de 2021 a las plataformas de redes sociales de Mabel, «Let Them Know», coescrito por RAYE, fue lanzado el 18 de junio de 2021. Sirve como el sencillo principal del próximo segundo álbum de estudio de Mabel, About Last Night...
El 16 de julio de 2021, Mabel lanzó la canción «Take It Home» como parte del álbum Pokémon 25: The Album lanzado por el 25 aniversario de Pokémon. La canción estuvo acompañada de un video musical con personajes de Pokémon, como Pikachu y Jigglypuff.
En agosto de 2021, actuó en el programa de telerrealidad Love Island de ITV2.
El 18 de marzo de 2022, lanzó una colaboración con Jax Jones y Galantis, titulada «Good Luck», como el segundo sencillo de su segundo álbum.

## Discografía
- High Expectations (2019)
- About Last Night... (2022)

## Giras musicales

### Promocionales
- These Are The Best Times Tour (2018)
- The Mad Love Tour[48] (2019)

### Como artista principal
- High Expectations Tour (2019–2020)

### Apertura
- Harry Styles: Live On Tour (2018)
- LANY: Thrilla in Manila (2019)
- Khalid: Free Spirit World Tour (2019)

## Premios y nominaciones
| Premio                    | Año  | Categoría(s)           | Nominación                             | Resultado | Ref.   |
| ------------------------- | ---- | ---------------------- | -------------------------------------- | --------- | ------ |
| BBC Radio 1's Teen Awards | 2019 | Ella misma             | Mejor cantante británica               | Nominada  | [ 49 ] |
| BreakTudo Awards          | 2019 | Ella misma             | Nueva artista internacional            | Nominada  | [ 50 ] |
| Premios Brit              | 2019 | Ella misma             | Ley de avance británico                | Nominada  | [ 51 ] |
| Premios Brit              | 2020 | Ella misma             | Artista solista femenina británica     | Ganadora  | [ 52 ] |
| Premios Brit              | 2020 | Ella misma             | Mejor nuevo artista                    | Nominada  | [ 52 ] |
| Premios Brit              | 2020 | «Don't Call Me Up»     | Canción del año                        | Nominada  | [ 52 ] |
| Premios Global            | 2018 | Ella misma             | Estrella naciente                      | Ganadora  | [ 53 ] |
| Premios Global            | 2018 | Ella misma             | Mejor RnB, Hip Hop o Grime             | Nominada  | [ 53 ] |
| Premios Grammis           | 2018 | Ella misma             | Mejor revelación                       | Nominada  | [ 54 ] |
| LOS40 Music Awards        | 2019 | Ella misma             | Mejor artista revelación internacional | Ganadora  | [ 55 ] |
| LOS40 Music Awards        | 2019 | «Don't Call Me Up»     | Mejor videoclip internacional          | Nominada  | [ 55 ] |
| Premios MOBO              | 2017 | Ella misma             | Mejor mujer                            | Nominada  | [ 56 ] |
| Premios MOBO              | 2017 | Ella misma             | Mejor revelación                       | Nominada  | [ 56 ] |
| MTV Brand New             | 2018 | Ella misma             | Premio especial                        | Ganadora  | [ 57 ] |
| MTV Europe Music Awards   | 2019 | Ella misma             | Mejor acto de empuje                   | Nominada  | [ 58 ] |
| MTV Europe Music Awards   | 2019 | Ella misma             | Mejor acto nuevo                       | Nominada  | [ 58 ] |
| MTV Europe Music Awards   | 2019 | Ella misma             | Mejor acto de Reino Unido e Irlanda    | Nominada  | [ 58 ] |
| MTV Video Play Awards     | 2019 | «Don't Call Me Up»     | Video ganador                          | Ganadora  | [ 63 ] |
| Premios Music Week        | 2021 | Mabel x Kangol & H&M   | Asociación de música y marca           | Pendiente | [ 64 ] |
| Musikförläggarnas Pris    | 2019 | «Don't Call Me Up»     | Mejor canción                          | Nominada  | [ 65 ] |
| Musikförläggarnas Pris    | 2019 | Ella misma             | Mejor compositora                      | Nominada  | [ 65 ] |
| Musikförläggarnas Pris    | 2019 | Ella misma             | Mejor éxito internacional              | Nominada  | [ 65 ] |
| NRJ Music Awards          | 2019 | Ella misma             | Avance internacional del año           | Nominada  | [ 66 ] |
| P3 Guld                   | 2020 | «Don't Call Me Up»     | Canción del año                        | Nominada  | [ 67 ] |
| Silver Clef Award         | 2019 | Ella misma             | Mejor revelación                       | Ganadora  | [ 68 ] |
| Urban Music Awards        | 2018 | Ella misma             | Mejor acto femenino                    | Nominada  | [ 69 ] |
| Urban Music Awards        | 2018 | «My Lover» (con Not3s) | Mejor video musical                    | Nominada  | [ 69 ] |
| Urban Music Awards        | 2020 | Ella misma             | Mejor acto femenino                    | Nominada  | [ 70 ] |
| Urban Music Awards        | 2020 | Ella misma             | Artista del año (Reino Unido)          | Nominada  | [ 70 ] |
| Urban Music Awards        | 2020 | «Don't Call Me Up»     | Mejor video musical                    | Ganadora  | [ 70 ] |